# Arnold Robert
Arnold Robert (La Chaux-de-Fonds, 26 maggio 1846 – La Chaux-de-Fonds, 20 ottobre 1925) è stato un politico e numismatico svizzero.
È stato presidente del Consiglio degli Stati (1899/1900), la camera alta della confederazione.
È autore di testi di numismatica e sulla storia del cantone Neuchâtel.

## Pubblicazioni
- La révolution neuchâteloise de 1848 et la France...,  1898